# Máté Pálhegyi
Máté Pálhegyi (* 1975) ist ein ungarischer Konzertflötist, Kammermusiker und Hochschullehrer. Er tritt regelmäßig in bekannten Konzertsälen und bei Festivals europaweit auf.

## Leben
Pálhegyi wuchs in Budapest auf. Er studierte zunächst am Weiner Leo Konservatorium, anschließend am Konservatorium der Universität Szeged und erhielt im Jahr 2000 als Abschluss das Lehrdiplom. Anschließend ging er an die Franz Liszt Musikakademie, wo er im Jahr 2002 das Konzertdiplom für Kammermusik erhielt. Anschließend studierte er am Institut für Musikwissenschaft der Universität Pécs und erhielt im Jahr 2006 den Magistergrad sowie das Konzert- und Lehrdiplom. Darüber hinaus besuchte er im Jahr 1999 einen Meisterkurs bei Reinhard Goebel an der Barock Akademie Attersee.
Er ist seit 2001 Mitglied des „Hungarica Ensembles,“ seit 2006 des „Free Style Chamber Orchestra,“ seit 2009 Mitglied und Solist des Kammerorchesters „Aura Musicale“ und seit 2010 Künstlerischer Leiter des „By Heart Quartet.“ Zudem war er auch von 2003 bis 2013 Mitglied im Kammerorchester „Capella Savaria“ und von 2007 bis 2010 Künstlerischer Leiter des „Szülök Háza Kulturzentrums“.
Er war von 2002 bis 2007 Professor für Querflöte am Weiner Konservatorium in Budapest und ist derzeit am Ward Konservatorium in Budapest Professor für Kammermusik und an der Franz-Liszt-Musikakademie Honorarprofessor. Darüber hinaus gibt er in Wien Meisterkurse und erteilt Unterricht.
Pálhegyi ist verheiratet, hat drei Kinder und lebt in Wien.

## Repertoire
Pálhegyi spielt sowohl moderne als auch historische barocke und klassische Querflöten. Zu seinem Repertoire gehören Alte Musik, Musik der Romantik, Musik des Impressionismus und verschiedene Jazz-Stile. In seinen Konzerten spielt er neben dem klassischen Programm auch Improvisationen.

## Diskografie
Alben
- 2003: La Musique – Classic Sound Records
- 2006: Pop Music – Free Style Chamber Orchestra
- 2008: Pannon Celtic Dance – Free Style Chamber Orchestra